# Маккриммон, Брэд
Брэд Маккриммон (англ. Brad McCrimmon; 29 марта 1959, Додсланд, Саскачеван — 7 сентября 2011, Туношна, Ярославская область) — канадский хоккеист, защитник, позднее хоккейный тренер.

## Биография
Маккриммон был задрафтован «Бостоном» в 1979 году под общим 15 номером. В 1989 году стал обладателем Кубка Стэнли вместе с «Калгари Флэймз», был капитаном в сезоне 1989/90.
15 июня 1990 года «Калгари» обменял Маккриммона в «Детройт Ред Уингз» на выбор во втором раунде драфта 1990 года.
Считается одним из лучших защитников НХЛ, играл в одном звене со многими известными игроками.
После своей 18-летней карьеры игрока работал помощником главного тренера в различных клубах НХЛ. Последний раз он помогал Майку Бэбкоку в «Детройте». 29 мая 2011 года назначен главным тренером ярославского «Локомотива».

### Семья
Вместе с женой Морин, дочерью Карлин и сыном Лиамом проживал в Нортвилле, штат Мичиган. Его младший брат Келли сейчас является генеральным менеджером «Вегас Голден Найтс».

### Гибель
Погиб 7 сентября 2011 года в авиакатастрофе самолета Як-42, произошедшей под Ярославлем.

## Статистика
Клубная
| 1974-75          | Принс-Альберт Рэйдерз | SJHL             | 38   | 4  | 22  | 26  | —    | —   | —  | —  | —  | —   |
| 1975-76          | Принс-Альберт Рэйдерз | SJHL             | 46   | 19 | 39  | 58  | 126  | —   | —  | —  | —  | —   |
| 1976-77          | Брандон Уит Кингз     | WCHL             | 72   | 18 | 66  | 84  | 96   | 15  | 3  | 10 | 13 | 16  |
| 1977-78          | Брандон Уит Кингз     | WCHL             | 65   | 19 | 78  | 97  | 245  | 8   | 2  | 11 | 13 | 20  |
| 1978-79          | Брандон Уит Кингз     | WHL              | 66   | 24 | 74  | 98  | 139  | 22  | 9  | 19 | 28 | 34  |
| 1978-79          | Брандон Уит Кингз     | M-Cup            | —    | —  | —   | —   | —    | 5   | 0  | 5  | 5  | 10  |
| 1979-80          | Бостон Брюинз         | NHL              | 72   | 5  | 11  | 16  | 94   | 10  | 1  | 1  | 2  | 28  |
| 1980-81          | Бостон Брюинз         | NHL              | 78   | 11 | 18  | 29  | 148  | 3   | 0  | 1  | 1  | 2   |
| 1981-82          | Бостон Брюинз         | NHL              | 78   | 1  | 8   | 9   | 83   | 2   | 0  | 0  | 0  | 2   |
| 1982-83          | Филадельфия Флайерз   | NHL              | 79   | 4  | 21  | 25  | 61   | 3   | 0  | 0  | 0  | 4   |
| 1983-84          | Филадельфия Флайерз   | NHL              | 71   | 0  | 24  | 24  | 76   | 1   | 0  | 0  | 0  | 4   |
| 1984-85          | Филадельфия Флайерз   | NHL              | 66   | 8  | 35  | 43  | 81   | 11  | 2  | 1  | 3  | 15  |
| 1985-86          | Филадельфия Флайерз   | NHL              | 80   | 13 | 43  | 56  | 85   | 5   | 2  | 0  | 2  | 2   |
| 1986-87          | Филадельфия Флайерз   | NHL              | 71   | 10 | 29  | 39  | 52   | 26  | 3  | 5  | 8  | 30  |
| 1987-88          | Калгари Флэймз        | NHL              | 80   | 7  | 35  | 42  | 98   | 9   | 2  | 3  | 5  | 22  |
| 1988-89          | Калгари Флэймз        | NHL              | 72   | 5  | 17  | 22  | 96   | 22  | 0  | 3  | 3  | 30  |
| 1989-90          | Калгари Флэймз        | NHL              | 79   | 4  | 15  | 19  | 78   | 6   | 0  | 2  | 2  | 8   |
| 1990-91          | Детройт Ред Уингз     | NHL              | 64   | 0  | 13  | 13  | 81   | 7   | 1  | 1  | 2  | 21  |
| 1991-92          | Детройт Ред Уингз     | NHL              | 79   | 7  | 22  | 29  | 118  | 11  | 0  | 1  | 1  | 8   |
| 1992-93          | Детройт Ред Уингз     | NHL              | 60   | 1  | 14  | 15  | 71   | —   | —  | —  | —  | —   |
| 1993-94          | Хартфорд Уэйлерз      | NHL              | 65   | 1  | 5   | 6   | 72   | —   | —  | —  | —  | —   |
| 1994-95          | Хартфорд Уэйлерз      | NHL              | 33   | 0  | 1   | 1   | 42   | —   | —  | —  | —  | —   |
| 1995-96          | Хартфорд Уэйлерз      | NHL              | 58   | 3  | 6   | 9   | 62   | —   | —  | —  | —  | —   |
| 1996-97          | Финикс Койотс         | NHL              | 37   | 1  | 5   | 6   | 18   | —   | —  | —  | —  | —   |
| Всего в NHL      | Всего в NHL           | Всего в NHL      | 1222 | 81 | 322 | 403 | 1416 | 116 | 11 | 18 | 29 | 176 |
| Всего в WCHL/WHL | Всего в WCHL/WHL      | Всего в WCHL/WHL | 203  | 61 | 218 | 279 | 480  | 45  | 14 | 40 | 54 | 70  |
| Всего в SJHL     | Всего в SJHL          | Всего в SJHL     | 84   | 23 | 61  | 84  | 126  | —   | —  | —  | —  | —   |

Международная
| Год          | Команда      | Событие      |    | И | Г | П | О | Штр |
| ------------ | ------------ | ------------ | -- | - | - | - | - | --- |
| 1978         | Канада       | МЧМ          | 6  | 0 | 2 | 2 | 4 |     |
| 1979         | Канада       | МЧМ          | 5  | 1 | 2 | 3 | 2 |     |
| Всего (мол.) | Всего (мол.) | Всего (мол.) | 11 | 1 | 4 | 5 | 6 |     |

Тренерская
|             |                    |             |                                       | Регулярный сезон                      | Регулярный сезон                      | Регулярный сезон                      | Регулярный сезон                      | Регулярный сезон                      | Регулярный сезон                      | Регулярный сезон                      |                                       | Плей-офф                              | Плей-офф                              | Плей-офф                              | Плей-офф |
| Сезон       | Команда            | Лига        | И                                     | В                                     | П                                     | Н                                     | ПОт                                   | О                                     | В %                                   | И                                     | В                                     | П                                     | Результат                             |                                       |          |
| ----------- | ------------------ | ----------- | ------------------------------------- | ------------------------------------- | ------------------------------------- | ------------------------------------- | ------------------------------------- | ------------------------------------- | ------------------------------------- | ------------------------------------- | ------------------------------------- | ------------------------------------- | ------------------------------------- | ------------------------------------- | -------- |
| 1997-98     | Нью-Йорк Айлендерс | NHL         | Ассистент Рика Боунесса               | Ассистент Рика Боунесса               | Ассистент Рика Боунесса               | Ассистент Рика Боунесса               | Ассистент Рика Боунесса               | Ассистент Рика Боунесса               | Ассистент Рика Боунесса               | Ассистент Рика Боунесса               | Ассистент Рика Боунесса               | Ассистент Рика Боунесса               | Ассистент Рика Боунесса               | Ассистент Рика Боунесса               |          |
| 1998-99     | Саскатун Блейдз    | WHL         | 72                                    | 16                                    | 49                                    | 7                                     | -                                     | 39                                    | .271                                  | -                                     | -                                     | -                                     | -                                     |                                       |          |
| 1999-00     | Саскатун Блейдз    | WHL         | 72                                    | 34                                    | 27                                    | 8                                     | 3                                     | 79                                    | .549                                  | 11                                    | 4                                     | 7                                     | Полуфинал конференции                 |                                       |          |
| 2000-01     | Калгари Флэймз     | NHL         | Ассистент Дона Хэя и Грега Гилберта   | Ассистент Дона Хэя и Грега Гилберта   | Ассистент Дона Хэя и Грега Гилберта   | Ассистент Дона Хэя и Грега Гилберта   | Ассистент Дона Хэя и Грега Гилберта   | Ассистент Дона Хэя и Грега Гилберта   | Ассистент Дона Хэя и Грега Гилберта   | Ассистент Дона Хэя и Грега Гилберта   | Ассистент Дона Хэя и Грега Гилберта   | Ассистент Дона Хэя и Грега Гилберта   | Ассистент Дона Хэя и Грега Гилберта   | Ассистент Дона Хэя и Грега Гилберта   |          |
| 2001-02     | Калгари Флэймз     | NHL         | Ассистент Грега Гилберта              | Ассистент Грега Гилберта              | Ассистент Грега Гилберта              | Ассистент Грега Гилберта              | Ассистент Грега Гилберта              | Ассистент Грега Гилберта              | Ассистент Грега Гилберта              | Ассистент Грега Гилберта              | Ассистент Грега Гилберта              | Ассистент Грега Гилберта              | Ассистент Грега Гилберта              | Ассистент Грега Гилберта              |          |
| 2002-03     | Калгари Флэймз     | NHL         | Ассистент Грега Гилберта              | Ассистент Грега Гилберта              | Ассистент Грега Гилберта              | Ассистент Грега Гилберта              | Ассистент Грега Гилберта              | Ассистент Грега Гилберта              | Ассистент Грега Гилберта              | Ассистент Грега Гилберта              | Ассистент Грега Гилберта              | Ассистент Грега Гилберта              | Ассистент Грега Гилберта              | Ассистент Грега Гилберта              |          |
| 2003-04     | Атланта Трэшерз    | NHL         | Ассистент Боба Хартли                 | Ассистент Боба Хартли                 | Ассистент Боба Хартли                 | Ассистент Боба Хартли                 | Ассистент Боба Хартли                 | Ассистент Боба Хартли                 | Ассистент Боба Хартли                 | Ассистент Боба Хартли                 | Ассистент Боба Хартли                 | Ассистент Боба Хартли                 | Ассистент Боба Хартли                 | Ассистент Боба Хартли                 |          |
| 2004-05     | Франкфурт Лайонс   | DEL         | Ассистент Рича Черномаза              | Ассистент Рича Черномаза              | Ассистент Рича Черномаза              | Ассистент Рича Черномаза              | Ассистент Рича Черномаза              | Ассистент Рича Черномаза              | Ассистент Рича Черномаза              | Ассистент Рича Черномаза              | Ассистент Рича Черномаза              | Ассистент Рича Черномаза              | Ассистент Рича Черномаза              | Ассистент Рича Черномаза              |          |
| 2005-06     | Атланта Трэшерз    | NHL         | Ассистент Боба Хартли                 | Ассистент Боба Хартли                 | Ассистент Боба Хартли                 | Ассистент Боба Хартли                 | Ассистент Боба Хартли                 | Ассистент Боба Хартли                 | Ассистент Боба Хартли                 | Ассистент Боба Хартли                 | Ассистент Боба Хартли                 | Ассистент Боба Хартли                 | Ассистент Боба Хартли                 | Ассистент Боба Хартли                 |          |
| 2006-07     | Атланта Трэшерз    | NHL         | Ассистент Боба Хартли                 | Ассистент Боба Хартли                 | Ассистент Боба Хартли                 | Ассистент Боба Хартли                 | Ассистент Боба Хартли                 | Ассистент Боба Хартли                 | Ассистент Боба Хартли                 | Ассистент Боба Хартли                 | Ассистент Боба Хартли                 | Ассистент Боба Хартли                 | Ассистент Боба Хартли                 | Ассистент Боба Хартли                 |          |
| 2007-08     | Атланта Трэшерз    | NHL         | Ассистент Боба Хартли и Дона Уодделла | Ассистент Боба Хартли и Дона Уодделла | Ассистент Боба Хартли и Дона Уодделла | Ассистент Боба Хартли и Дона Уодделла | Ассистент Боба Хартли и Дона Уодделла | Ассистент Боба Хартли и Дона Уодделла | Ассистент Боба Хартли и Дона Уодделла | Ассистент Боба Хартли и Дона Уодделла | Ассистент Боба Хартли и Дона Уодделла | Ассистент Боба Хартли и Дона Уодделла | Ассистент Боба Хартли и Дона Уодделла | Ассистент Боба Хартли и Дона Уодделла |          |
| 2008-09     | Детройт Ред Уингз  | NHL         | Ассистент Майка Бэбкока               | Ассистент Майка Бэбкока               | Ассистент Майка Бэбкока               | Ассистент Майка Бэбкока               | Ассистент Майка Бэбкока               | Ассистент Майка Бэбкока               | Ассистент Майка Бэбкока               | Ассистент Майка Бэбкока               | Ассистент Майка Бэбкока               | Ассистент Майка Бэбкока               | Ассистент Майка Бэбкока               | Ассистент Майка Бэбкока               |          |
| 2009-10     | Детройт Ред Уингз  | NHL         | Ассистент Майка Бэбкока               | Ассистент Майка Бэбкока               | Ассистент Майка Бэбкока               | Ассистент Майка Бэбкока               | Ассистент Майка Бэбкока               | Ассистент Майка Бэбкока               | Ассистент Майка Бэбкока               | Ассистент Майка Бэбкока               | Ассистент Майка Бэбкока               | Ассистент Майка Бэбкока               | Ассистент Майка Бэбкока               | Ассистент Майка Бэбкока               |          |
| 2010-11     | Детройт Ред Уингз  | NHL         | Ассистент Майка Бэбкока               | Ассистент Майка Бэбкока               | Ассистент Майка Бэбкока               | Ассистент Майка Бэбкока               | Ассистент Майка Бэбкока               | Ассистент Майка Бэбкока               | Ассистент Майка Бэбкока               | Ассистент Майка Бэбкока               | Ассистент Майка Бэбкока               | Ассистент Майка Бэбкока               | Ассистент Майка Бэбкока               | Ассистент Майка Бэбкока               |          |
| Всего в WHL | Всего в WHL        | Всего в WHL | 144                                   | 50                                    | 76                                    | 15                                    | 3                                     | 118                                   | .410                                  | 11                                    | 4                                     | 7                                     | 1 участие                             |                                       |          |

## Достижения игрока
Обладатель Кубка Стэнли (1989), Чемпион Западной хоккейной лиги (1979). Бронзовый призёр Чемпионата Мира среди молодёжи (1978). Участник Матча всех звёзд НХЛ (1988). Включён во второй состав All Stars Team НХЛ (1988), входил в состав All Statrs Team Западной хоккейной лиги (1978, 1979). В 1999-м году включён в состав All Stars Team Западной хоккейной лиги по итогам XX века. В 1988 награждён призом «Самому полезному игроку НХЛ» (+48). Имеет 8-й за всю историю НХЛ общий показатель полезности «плюс/минус» (+444). Лучший защитник Западной хоккейной лиги — обладатель «Билл Хантер Мемориал Трофи» (1978).